# Stictolampra miranda
Stictolampra miranda är en kackerlacksart som först beskrevs av Robert Walter Campbell Shelford 1906.  Stictolampra miranda ingår i släktet Stictolampra och familjen jättekackerlackor. Inga underarter finns listade i Catalogue of Life.